# Yeşilköy, Dörtyol
Yeşilköy là một thị trấn thuộc huyện Dörtyol, tỉnh Hatay, Thổ Nhĩ Kỳ. Dân số thời điểm năm 2011 là 10.532 người.